# 鈴木一馬 (陸軍軍人)
鈴木 一馬（すずき はじめ、1873年（明治6年）6月18日 - 1961年（昭和36年）7月19日）は、日本の陸軍軍人。支那駐屯軍司令官を務め、最終階級は陸軍中将である。正四位勲二等功五級。

## 略歴
青森県出身。本籍は東京。父は会津藩士で部将として戊辰戦争に参戦し、斗南藩において司民掛開拓課に出仕した 鈴木義登。陸軍士官学校5期を卒業し、1894年（明治27年）砲兵少尉に任官した。陸士教官を経て日露戦争においては甲碇泊場司令部員として陸軍の運輸業務に従事。野砲兵第5連隊長、近衛野砲兵連隊長を経て、1919年（大正8年）11月少将へ昇進し野戦重砲兵第2旅団長に就任した。1921年（大正10年）1月20日には南次郎の後任として支那駐屯軍司令官に就任し2年半にわたって在任。 1924年（大正13年）12月に中将進級と同時に待命となり同月予備役に編入された。
その後臨時執政府名誉顧問を務め段祺瑞を援助し、文虎一等勲章を授与された。日本においては国防協会の会長を務め、また会津藩所縁の高等武官で組織された稚松会の評議員として後進の育成にあたった。同会総裁である会津松平家当主・松平保男の葬儀に際しては葬儀委員を務めている。妻は山口県の渡邊泰造次女。

## 栄典
位階
- 1894年（明治27年）10月26日 - 正八位[6]
- 1925年（大正14年）1月21日 - 正四位[7]

勲章
- 1906年（明治39年）4月1日 - 功五級金鵄勲章・勲四等旭日小綬章・明治三十七八年従軍記章[8]

## 著書
- 『最近の支那事情』大阪実業協会出版部、1925年
- 『国民軍事通論』 軍事学指針社、1925年
- 『極東防衛論』 太陽社、1933年
- 『次の極東大戦の覚悟』東支事情研究会、1937年
- 『非常時局に対する国民常識と修養』大日本航空義会、1937年
- 『日支提携の導き』東邦国策同志会、1938年
- 『次に来たるべき極東大戦の展望』新生社書店、1938年
- 『長期戦の覚悟と軍事の要諦』 軍事通信社、1939年
- 『往時を忍びて呉佩孚氏を語る』国防協会、1939年
- 『日露戦勝の回顧と考察  亜細亜復興の黎明』国防同志会、1941年
- 『東亜建設と国防の諸問題（共著）』東亜親善協会、1940年
- 『銃後の米英撃滅戦』新紘社、1944年

など